# 歌庸语
歌庸语是越南一种南亚语系语言。歌庸语使用者被越南政府分为色当族。
歌庸语分布在崑嵩省沙泰县和公伯陇县。(Lê et al. 2014:175)